# Haematopinus nigricantis
Haematopinus nigricantis är en insektsart som beskrevs av Weisser och Kim 1972. Haematopinus nigricantis ingår i släktet Haematopinus och familjen hovdjurslöss. Inga underarter finns listade i Catalogue of Life.